# Геологічна карта

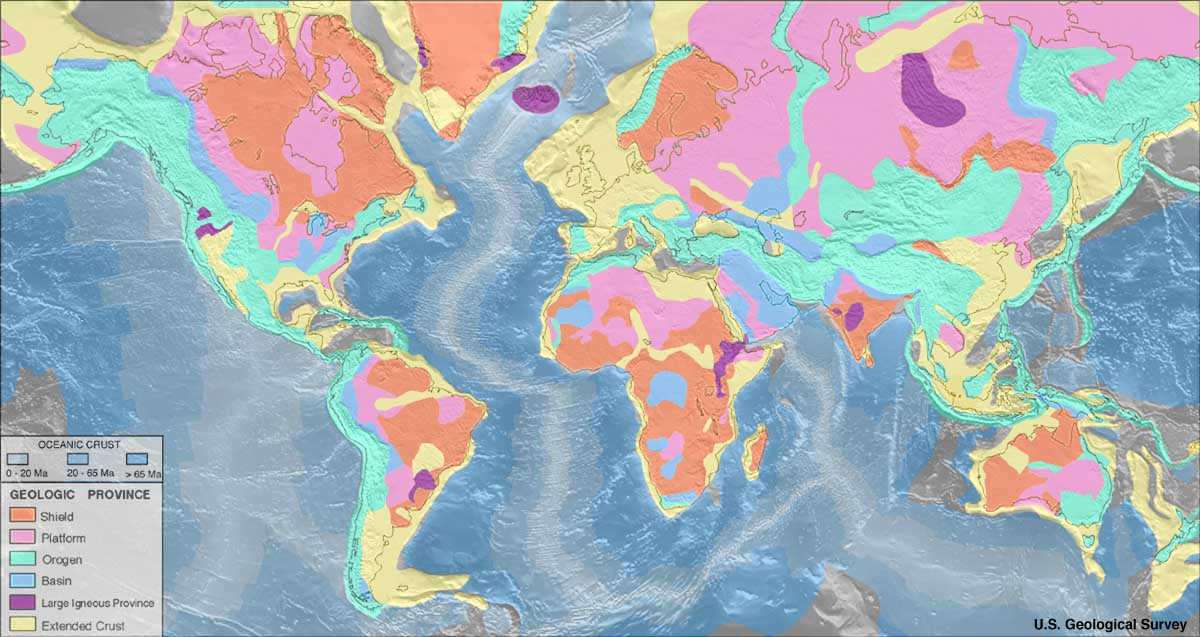
Геологічна карта — глобальні геологічні провінції

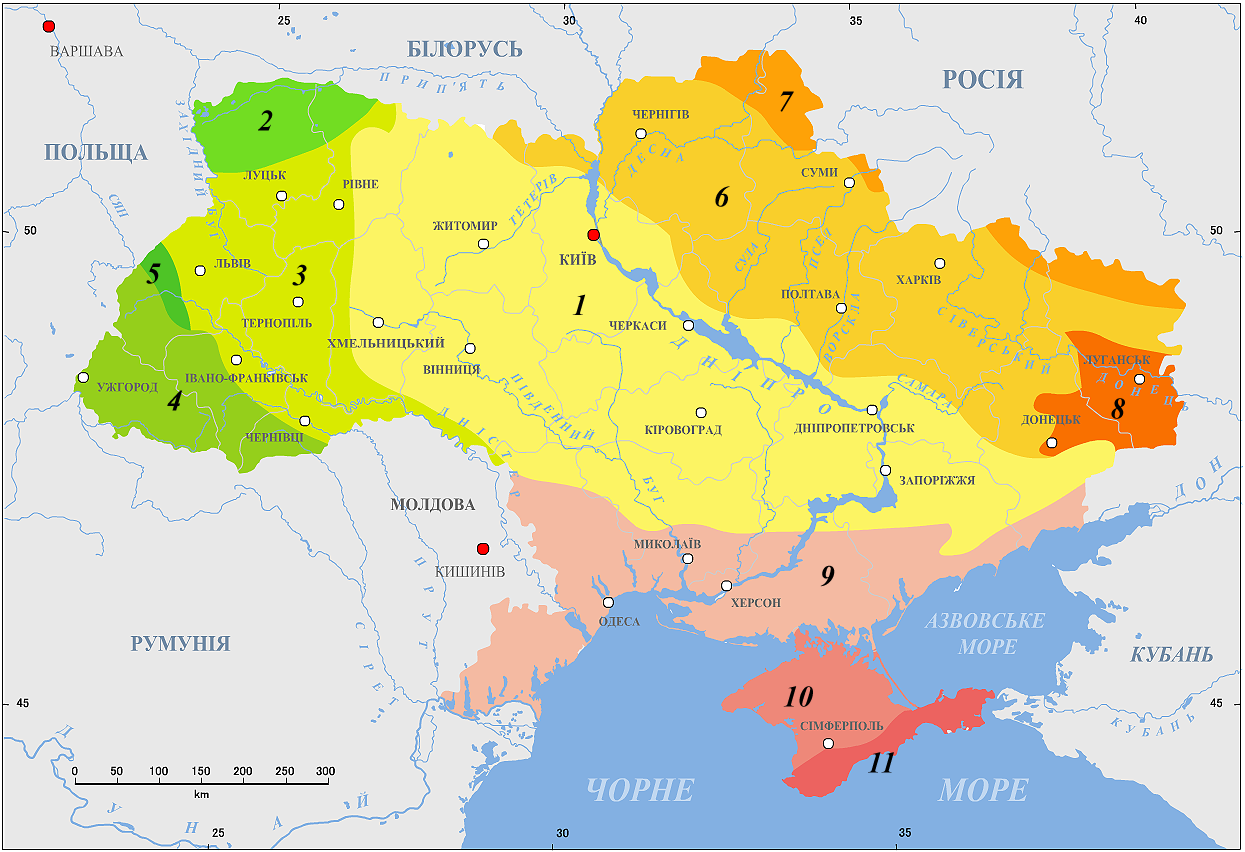
1. Український щит
2. Ковельський виступ
3. Волино-Подільська плита
4. Карпатська складчаста область
5. Західно-Європейська платформа
6. Дніпровсько-Донецька западина
7. Воронезький масив
8. Донецька складчаста область
9. Причорноморська западина
10. Скіфська плита
11. Кримська складчаста область

Геологі́чна ка́рта (англ. geological maps, нім. geologische Karten f pl) — карти, що відображають геологічну будову території або якісь її особливості. Складаються на географічній або топографічній основі.

## Загальна характеристика
Геологічні карти — підсумок геологічної зйомки. Служать основою для всіх видів геологічних досліджень району, виявлення закономірностей розміщення і пошуків корисних копалин, проектування інженерних споруд тощо. Геолог, академік Олексій Борисяк зазначав, що «вінцем геологічного дослідження є складання геологічної карти».
З 30-их років ХХ ст., коли глибини свердловин виросли до 2000 м, геологічне картування ведеться інструментально із застосуванням картувального буріння, в тому числі колонкового.

## Класифікація
За масштабом поділяються на
- оглядові (1:2 500 000 і дрібніше) і регіональні, в тому числі дрібномасштабні (1:1 500 000 — 1:500 000),
- середньомасштабні (1:200 000-1:100 000),
- великомасштабні (1:50 000-1:25 000) і
- детальні (1:10 000 і більше).

## Принципи побудови
Основні принципи складання геологічних карт, барвиста легенда й індекси були прийняті на 2-й сесії Міжнародного геологічного конгресу в 1881 р.
На геологічних картах певними кольорами і доповнюючими їх буквено-цифровими індексами згідно із загальною (міжнародною) стратиграфічною шкалою виділяють поширені на території і розчленовані за віком стратифіковані гірські породи. Особливими кольорами й індексами показуються інтрузивні породи. За допомогою штрихових знаків (крапу) показують склад ефузивних та метаморфічних порід. Крап використовують і для показу генетич. типів відкладів (континентальні, льодовикові, лагунні і т. д.) або їх складу (вапняки, мергелі, пісковики тощо). Для відображення будови земної кори регіону, історії його розвитку, типу і віку структур, що утворилися, характеру їхньої тектоніки складають тектонічні і палеотектонічні карти, для показу структури району, морфології складок, різних типів розломів, віку тектонічних деформацій і структур — структурні карти, структурно-геологічні, фаціальні, новітньої тектоніки, сучасних вертикальних рухів земної кори та інші. Металогенічні, рудних формацій, бокситоносності, рудних полів, нафтогазоносності та інші карти містять дані про корисні копалини, закономірності розміщення родовищ і особливості їх розробки. Склад відкладів відображають карти літолого-фаціальні, формаційні, літологічні, петрографічні. Результати геофізичних досліджень території показують на картах аномалії сили тяжіння, граничних швидкостей, сейсмічних, магнітних, петрофізичних. Для різних практичних цілей важливі також К.г. геохімічні, гідрогеологічні, мінеральних і термальних вод, геотермічні, інженерно-геологічні та інші. У гірничій справі використовуються головним чином детальні геологічні карти.

## Інтернет-ресурси
- IGME 5000 International Geological Map of Europe and Adjacent Areas 1:5.000.000, Asch, K (2005), Bundesanstalt für Geowissenschaften und Rohstoffe (BGR), Hannover
- Geology of Britain viewer [Архівовано 2 грудня 2016 у Wayback Machine.] from the British Geological Survey, at 1:50,000 and 1:625,000 scales
- Geologic Maps from USGS National Park Service
- USGS National Geologic Map Database [Архівовано 1 травня 2012 у Wayback Machine.]
- Maclure's 1809 Geological Map of the United States [Архівовано 25 листопада 2015 у Wayback Machine.]